# 観音寺 (塩尻市)
観音寺（かんのんじ）は 長野県塩尻市贄川にある高野山真言宗の寺院。山号は揚梅山。木曾西国三十三観音霊場一番。

## 歴史
坂上田村麻呂が、東国征定の途上、その軍功成来の所願の為に、この地に守り本尊の兜観音を祀り戦勝祈願したところ大勝した。
大同元年(806年)に観音寺境内により約4・5丁奥の水沢に、報恩を謝して松安寺を建立したとされ、後に観音寺の基となった。
天正10年（1582年）、木曽義昌が武田氏の麾下から織田氏の麾下へ転じたため、その裏切に対する報復の為に武田勝頼が進軍して来た際に激しい戦いに巻き込まれ、その兵火により一時は荒廃した。
慶長2年(1597年)、京都の智積院より、珍永が来て再興された。
元和元年(1615年)6月、珍永は在寺すること23年にして遷化した。
寛永10年(1633年)大火によって重要記録等を焼失した。
万治2年(1659年)、三世の圓雄から五世の貫翁によって再建された。
寛文元年(1661年)、貫翁は、観音寺在住3年にして草庵であった水沢の松安寺に閑居し、弟子の貫山と共に毎日3度の修法に励んだ。
貫翁は、本山の一臈に昇進、金剛王院流の祖をなした。
元禄7年(1694年)、貫翁は、83歳で遷化した。
安永4年(1775年)、弟子の恵密・珉山・幸辨・寛興・翁淳・寛明らが本堂の再建を着手し、
安永9年(1780年)本堂の再建が成就した。入母屋造、銅板葺、正面千鳥破風、平入、外壁は真壁造り、白漆喰仕上げの歴史ある建造物である。内陣と外陣の間の欄間は、宮ノ越宿の村上彌兵衛と、村上彌惣右衛門が、宮ノ越の彫工に造らせて奉納したものである。
本尊の十一面観世音菩薩は、室町時代の作にて立像で、船形後背の衣の袖が風になびいている姿である。

### 薬師如来像
鎌倉時代の作で一位の木、一本彫りの木曽谷では最古の仏像である。過去には墓地内に薬師堂があって、そこの本尊として祀られて十三像(石仏)と共に護られてきたが、薬師堂は荒廃により平成3年(1991年)12月21日に解体された。

### 大日様
寺から、南方向の500m先にある岩で、大日岩とも言う。
天保年間(1831～1845年)に観音寺の僧侶が大日如来を祀った。以来、大日様と言うようになった。
以前は御嶽信仰の行者の修行場であった峻嶮な岩肌には、様々な神仏の石塔が一面に張り付くように祀られている。

## 境内

### 山門
寛政元年(1789年)には現在の山門が建立された鐘楼門である。また、寛政4年（1792年）に再建されたとも言われている。
昭和60年(1985年)に江戸時代後期の楼門建築の遺構として楢川村の指定有形文化財となったが、
平成17年(2005年)4月1日 楢川村が塩尻市に編入されたため、現在は塩尻市の指定有形文化財となっている。

### 観音堂
馬頭観世音菩薩が安置されている。

### 聖観世音菩薩像
境内入り口には、山門とともに見上げるほどの高さがある「聖観世音菩薩石像」がある。

### 宗林庵
かつて墓地の脇に宗林庵があり、尼僧が住んでいたこともあった。山寺とも呼ばれ墓堀りや葬式道具が納められていたが、火葬に変わったことによって必要が無くなり、建物も老朽化したので解体した。

## 関連リンク
- 観音寺公式サイト